# Xiaomi Redmi Pro
Das Xiaomi Redmi Pro ist ein Smartphone des chinesischen Herstellers Xiaomi, das im Juli 2016 vorgestellt wurde. Es ist das erste Smartphone der neuen Xiaomi Redmi Pro-Serie und weist große Parallelen zum Xiaomi Redmi Note 4 auf.

## Technische Daten
Das Xiaomi Redmi Pro besitzt ein 5,5 Zoll großes OLED-Display mit einer Auflösung von 1920 × 1080 Pixeln, woraus eine Pixeldichte von 401 PPI resultiert. Als Prozessor kommt je nach Variante entweder der Helio X20, oder der Helio X25 aus dem Hause MediaTek zum Einsatz. Beide Prozessoren verfügen über 10 Kerne, denen je nach Variante entweder 3 oder 4 Gigabyte Arbeitsspeicher und 32, 64 oder 128 Gigabyte an internem Speicher zur Seite stehen.
Der Lithium-Ionen-Akkumulator des Xiaomi Redmi Pro ist 4050 mAh groß.

### Digitalkameras
Das Xiaomi Redmi Pro besitzt 3 Digitalkameras: zwei auf der Rückseite und eine auf der Vorderseite, erstere lösen mit 13 Megapixeln und 5 Megapixeln auf, die Sensoren stammen von Sony und Samsung. Diese sollen im Zusammenspiel Aufnahmen mit besonders hoher Tiefenschärfe ermöglichen sowie die Blendenöffnung zwischen f/0,95 und f/5,6 anpassen.
Die Frontkamera verfügt über eine Auflösung von 5 Megapixeln.

## Software
Auf dem Xiaomi Redmi Pro ist die MIUI 8 vorinstalliert, die hauseigene Benutzeroberfläche Xiaomis, die auf Android OS basiert. In der Standardversion sind als Sprachen nur Englisch bzw. asiatische Sprachen verfügbar, jedoch gibt es auch eine internationale Version, wo unter anderem Deutsch zur Auswahl steht.
Standardmäßig sind auf dem Xiaomi Redmi Pro keine Google-Dienste installiert.